# Rhodesiella varicornis
Rhodesiella varicornis är en tvåvingeart som först beskrevs av Malloch 1931.  Rhodesiella varicornis ingår i släktet Rhodesiella och familjen fritflugor. Inga underarter finns listade i Catalogue of Life.